# Vandærenpris
Vandærenpris (Veronica catenata), ofte skrevet vand-ærenpris, er en flerårig, 30-60 centimeter høj plante i vejbred-familien. Den ligner lancetbladet ærenpris, men kronen er blegrød og frugtstilken er udstående og danner en vinkel på mindst 60° i forhold til blomsteraksen.
I Danmark er arten almindelig eller findes hist og her i vand og ved vandløb, damme og søer. Den blomstrer i maj til august.